# 노태악
노태악(盧泰嶽, 1962년 11월 20일~)은 대한민국의 대법관(2020. 3.~), 제22대 중앙선거관리위원회 위원장(2022. 5.~)이다.

## 생애
한양대학교 법학과 재학 중이던 1984년 제26회 사법시험에 합격했다. 사법연수원 16기를 수료하고 육군 법무관을 거쳐 1990년 수원지방법원성남지원 판사에 임관했다. 이후 대구지방법원판사와 대법원 재판연구관, 대전지방법원 부장판사, 사법연수원 교수, 특허법원 부장판사, 서울중앙지방법원 형사수석부장판사, 서울북부지법원장을 역임하고 2019년 2월부터 서울고등법원 부장판사로 재직했다.
판사로 있으면서 야간근무 중 취객을 상대하다 뇌출혈이 발병한 경찰관의 공무상 재해 인정 △공정거래위원회가 퀄컴에 부과한 1조원대 과징금 적법 △개정 채무자회생법상 외국도산절차 대표자의 법적지위에 관한 법리 설시 △이승만 대통령과 장택상 전 국무총리 등의 명예를 훼손해 사자명예훼손 혐의로 불구속 기소된 KBS 대하드라마 '서울 1945'의 PD와 작가에게 무죄 선고 등이 있다.
서울고등법원에서 국제거래·지식재산권 전담재판부 재판장을 3년 6개월 정도하면서 국제거래 분야는 선례가 없는 사건이 많아 분쟁 당사자가 소송할 때 어느 정도 결론을 예상할 수 있는 법적 판단 기준을 마련하기 위해 중재판정부의 절차 진행에 불복할 수 있는 중재법 제17조의 권한심사규정, 채무자회생법에 따른 외국도산절차 대표자의 법적 지위에 관한 법리를 최초로 전개했으며 대법원 산하 국제거래법연구회장을 맡아 FTA 등 외국과의 투자협정이 늘어나는 추세에 맞춰 분쟁해결절차의 주요 쟁점, 실제 중재 사례를 검토·분석한「투자자-국가분쟁해결절차에 관한 연구」논문집을 대표로 발간했다. 
배우고 공부하는 걸 좋아하는 노태악은 2003년 사법연수원 국제거래총론 지도교수를 맡은 게 계기가 돼 한국민사소송법학회, 한국국제사법학회, 국제거래법학회에 출석했으며 유엔 국제상거래법위원회(UNCITRAL) 회의에 첫 판사 대표로 참석했다.
서울고등법원 제19민사부 재판장으로 있던 2015년 4월 3일 대법원 전원합의체가 2013년 4월 18일에 "국가긴급권에 관한 대통령의 결단은 헌법상의 발동 요건 및 한계에 부합하여야" 하고 "유신헌법 제53조에 규정된 긴급조치권 역시 예외가 될 수는 없다"는 이유로 긴급조치 9호 발령 행위에 위헌·무효로 한 것을 근거로 1심에서 긴급조치 9호 피해자의 원고 승소한 판결을 취소하면서 "유신헌법에 근거한 대통령의 긴급조치권 행사는 고도의 정치성을 띤 국가행위"라며 "대통령의 이러한 권력행사가 국민 개개인에 대한 관계에서 민사상 불법행위를 구성한다고 볼 수 없다"고 판단했다. 이와 관련하여 사법권 남용으로 구속된 양승태 지시로 법원행정처가 작성한 문건에는 '국정운영 협조 사례'로 긴급조치 배상판결이 포함돼 있다.
2019년 서울북부지방법원장에 부임하면서 서예를 배우기 시작하여 2년에 걸쳐 신문지에 한일자(一) 쓰기부터 시작해 천자문을 썼으며 마음에 새기는 글귀로는 '스스로 쓰는 부고'라는 뜻을 가진 시인 노수신 선생의 시 「자만(自挽)」을 써서 제9회 전국법원예술대전에 출품했다.
2020년 1월에 대법관 후보자로 임명 제청되어 문재인 대통령이 "법관으로서 뛰어난 능력과 자질을 바탕으로 한 국민의 기본권 보장과 헌법 수호의 의지, 합리적으로 공정한 재판을 통한 사법부 신뢰 회복 및 재판의 독립에 대한 확고한 철학을 가지고 있는 대상자"로 "탁월한 법이론을 바탕으로 다양한 재판업무를 담당하고 특허법원 부장판사와 서울고등법원 지적재산전담재판부, 국제거래전담재판부 재판장을 역임하면서 법원 안팎에서 특허와 국제거래분야에 전문성을 갖추고 있는 것으로 평가받고 있다"며 임명동의를 요청하여 열린 대법관 후보 국회 인사청문회에서 2018년 2월부터 5월에 사법행정권 남용 의혹 관련 특별조사단 위원으로 임종헌 전 법원행정처 차장 등의 하드디스크 파일을 조사할 당시 “재판 거래를 시도한 흔적은 있으나 현재 자료만으로는 유죄가 나오기 어려운 정도라 판단했다”고 밝혔다.
한양대학교 총동문회(회장 손용근)는 2021년 7월9일 오후 4시 서울시 성동구 왕십리로 한양대 동문회관 6층 대강당에서 자랑스런 한양인상 시상식을 열고 노태악에 대해 "소수자와 사회적 약자를 위한 사법을 실천함으로써 한양인의 위상을 드높였다"며 시상했다.
2022년 4월 옥시 가습기 살균제에 대한 실험조작 혐의를 받은 서울대 교수에게 해당 혐의에 대해 무죄 판결을 내렸다.

## 학력
- 1981년: 계성고등학교 졸업
- 1985년: 한양대학교 법학 학사
- 1995년: 미국 조지타운 대학 교육파견

## 경력
- 1984년: 제26회 사법시험 합격
- 1987년: 사법연수원 16기 수료
- 1990년: 수원지방법원 성남지원 판사
- 1992년: 서울지방법원 동부지원 판사
- 1994년: 대구지방법원 영덕지원 판사
- 1996년: 대구고등법원 판사
- 1997년: 수원지방법원 여주지원 판사
- 1998년: 서울지방법원 판사
- 1999년: 서울고등법원 판사
- 2002년: 대전지방법원 부장판사
- 2006년: 서울중앙지방법원 부장판사
- 2009년: 특허법원 부장판사
- 2010년: 한국국제사법학회 부회장
- 2011년~2012년: 서울고등법원 부장판사
- 2011년: 대법원 사법정보화연구회장
- 2012년: 서울중앙지방법원 형사수석부장판사
- 2012년: 대법원 형사법연구회장
- 2014년: 서울고등법원 부장판사
- 2017년 2월~2019년 2월: 서울북부지방법원 법원장
- 2018년: 한국민사소송법학회 수석부회장
- 2019년 2월~2020년 3월: 서울고등법원 부장판사
- 2020년 3월~: 대법원 대법관
- 2022년 3월~: 한국국제사법학회장
- 2022년 5월~: 제22대 중앙선거관리위원회 위원장